# Sam Tagelagi
Sam Pata Emani Tagelagi, né le 29 décembre 1935 à Niué et mort le 10 septembre 2011 sur cette même île,, est un homme d'État niuéen. Premier président du Parlement de Niué, il exerce cette fonction de 1972 à 1996.

## Biographie
Au moment de sa naissance, l'île de Niué est administrée par la Nouvelle-Zélande. Il est scolarisé d'abord à Niué, puis obtient une bourse d'études au mérite pour poursuivre sa scolarité en Nouvelle-Zélande. Il y devient, en 1963, le premier Niuéen à obtenir un diplôme professionnalisant de comptabilité. Il fait partie de la délégation niuéenne à la conférence de la Communauté du Pacifique à Lae en 1965, et en 1968 il est nommé responsable des finances au Conseil exécutif de Niué.
Après les premières élections au suffrage universel pour la nouvelle Assemblée de l'Île de Niue en 1960, la Nouvelle-Zélande adopte en 1971 une loi qui confèrera l'autonomie politique à Niue en matière de politique intérieure après les élections de 1972. Le Parlement issu de ces élections doit élire son président parmi les personnes qui n'en sont pas membres, et choisit Sam Tagelagi, avant de réélire Robert Rex à la direction du gouvernement. Niué obtient en 1974 le statut de libre association avec la Nouvelle-Zélande, c'est-à-dire son indépendance en matière de politique intérieure, et après les élections législatives de 1975, les députés réélisent Sam Tagelagi à leur présidence. Il est ensuite continuellement réélu à cette fonction. En janvier 1990, le cyclone Ofa (en) provoque des dégâts considérables sur l'île, détruisant entre autres son logement de fonction. Après les élections législatives de 1996, le Premier ministre Frank Lui, qui a conservé sa majorité parlementaire, présente son propre candidat à la présidence du Parlement : John Funaki. Celui-ci est élu président du Parlement par onze voix contre neuf, la majorité parlementaire votant pour lui tandis que l'opposition menée par Robert Rex Junior vote en faveur de Sam Tagelagi. Cet échec met un terme aux vingt-trois années consécutives de sa présidence.
Son fils Dalton Tagelagi, est élu député de la circonscription d'Alofi-sud au Parlement aux élections de 2008. Sam Tagelagi meurt à son domicile à Niué en 2011, à l'âge de 75 ans, neuf ans avant que son fils ne devienne Premier ministre.